# Kohei Kato
Kohei Kato (født 14. juni 1989) er en japansk fodboldspiller.